# Katsura (fiume)
Il Katsura (桂川?, Katsura-gawa) è un fiume del Giappone che attraversa la città di Kyoto, sull'isola di Honshū. Il fiume è lungo 107 km.